# Retablo de Santa Eufemia (Catedral de Orense)
El retablo de Santa Eufemia es una obra realizada por José González en 1720. Está ubicado en la Catedral de Orense (Galicia, España).

## Historia

### Deambulatorio
La construcción del deambulatorio de la seo, en cuyo extremo sur se encuentra el retablo, supuso la modificación del triple ábside original del testero, obra imprescindible para la yuxtaposición de esta área del templo. El principal cometido de dicha labor fue la instalación de una serie de capillas así como de ventanales en la sección superior para dotar de iluminación a este espacio, todo ello acorde a la traza de Simón de Monesterio, cuya muerte en 1624 supuso la paralización de las obras, las cuales serían retomadas en 1626 por los maestros Alonso Rodríguez, Gonzalo Baquero, Juan de Solaeza y Andrés Lorenzo, concluyendo entre 1630 y 1633 con Pedro Gómez de la Sierra y Rodrigo de la Hoz.: 43  Esta labor, además de variar por completo la primitiva planta de la catedral y de provocar la total e irreparable destrucción de la antigua cabecera (pérdida lamentada por Manuel Sánchez Arteaga), no buscó armonizar la arquitectura manierista con la románica original de los siglos xii y xiii.: 101  Inicialmente estaba proyectada la construcción en esta parte de un pequeño recinto circunvalado, destinado a atrio o claustro, que se iba a extender un poco más allá de la cabecera; este espacio recibía el nombre del santo patrón de la seo, San Martín, y en él fueron sepultados numerosos prebendados, varios de los cuales contaban con monumentos o sarcófagos, albergando el resto simples lápidas con inscripciones.: 102 
En el cabildo celebrado el 15 de junio de 1615 se acordó la construcción del deambulatorio, disponiéndose cédulas en todas las partes donde hubiese oficiales con el fin de que fuesen convocados para ajustar la obra. El 18 de mayo de 1618, ante el escribano Gregorio López de Cárdenas, se otorgó la escritura de contrato entre el cabildo y Monesterio, fijándose el precio en 7400 ducados. Las obras comenzaron en 1620, año en que fueron demolidas las capillas absidales menores, dedicadas la del norte a los santos Facundo y Primitivo (anteriormente al papa San Eleuterio) y la del sur a Santa Eufemia, la cual fungía como parroquia y fue en consecuencia trasladada a la Capilla de San Juan, si bien las reliquias de la mártir permanecieron en el sarcófago original, situado en el paramento exterior sur de la capilla mayor, frente a la sacristía, mientras que las reliquias de los santos Facundo y Primitivo se dejaron en los lucillos correspondientes: uno en lo alto del muro situado junto a la puerta lateral norte de la capilla mayor y el otro en el paramento exterior sur de la Capilla del Santo Cristo (los restos de los tres mártires serían trasladados el 23 de junio de 1720 a su emplazamiento actual por disposición del obispo Juan Muñoz de la Cueva).: 102  Cinco de las siete capillas del deambulatorio fueron levantadas siguiendo un mismo diseño, motivo por el que arquitectónicamente son idénticas y tan solo se diferencian en la decoración; las otras dos, ubicadas en los extremos y dedicadas respectivamente a San José (antes a la Anunciación) y a San Antonio, constituyen realmente arcosolios, motivo por el que son diferentes de las cinco capillas restantes además de poseer unas dimensiones mucho menores.

### Retablo

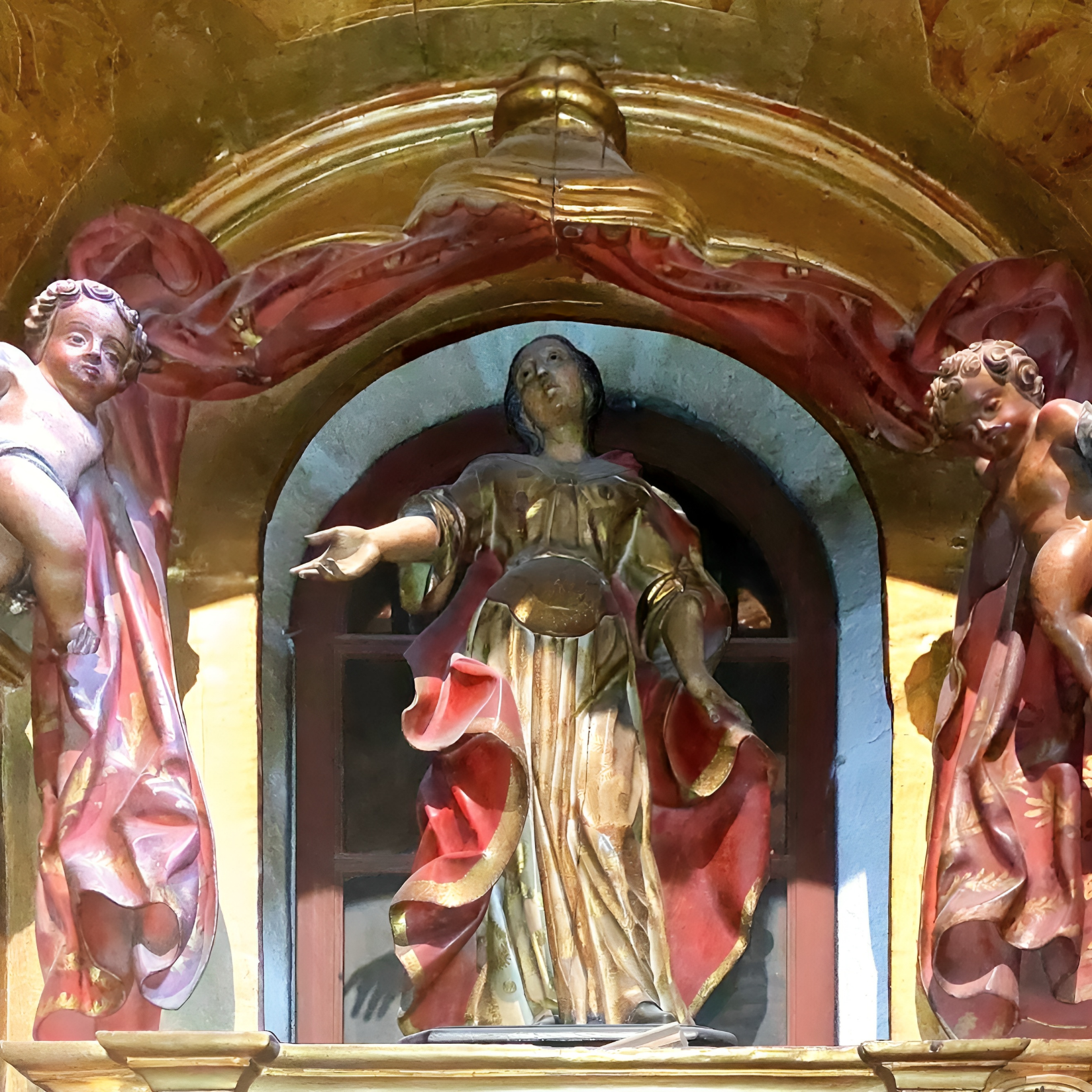
Transparente de la sección del deambulatorio.

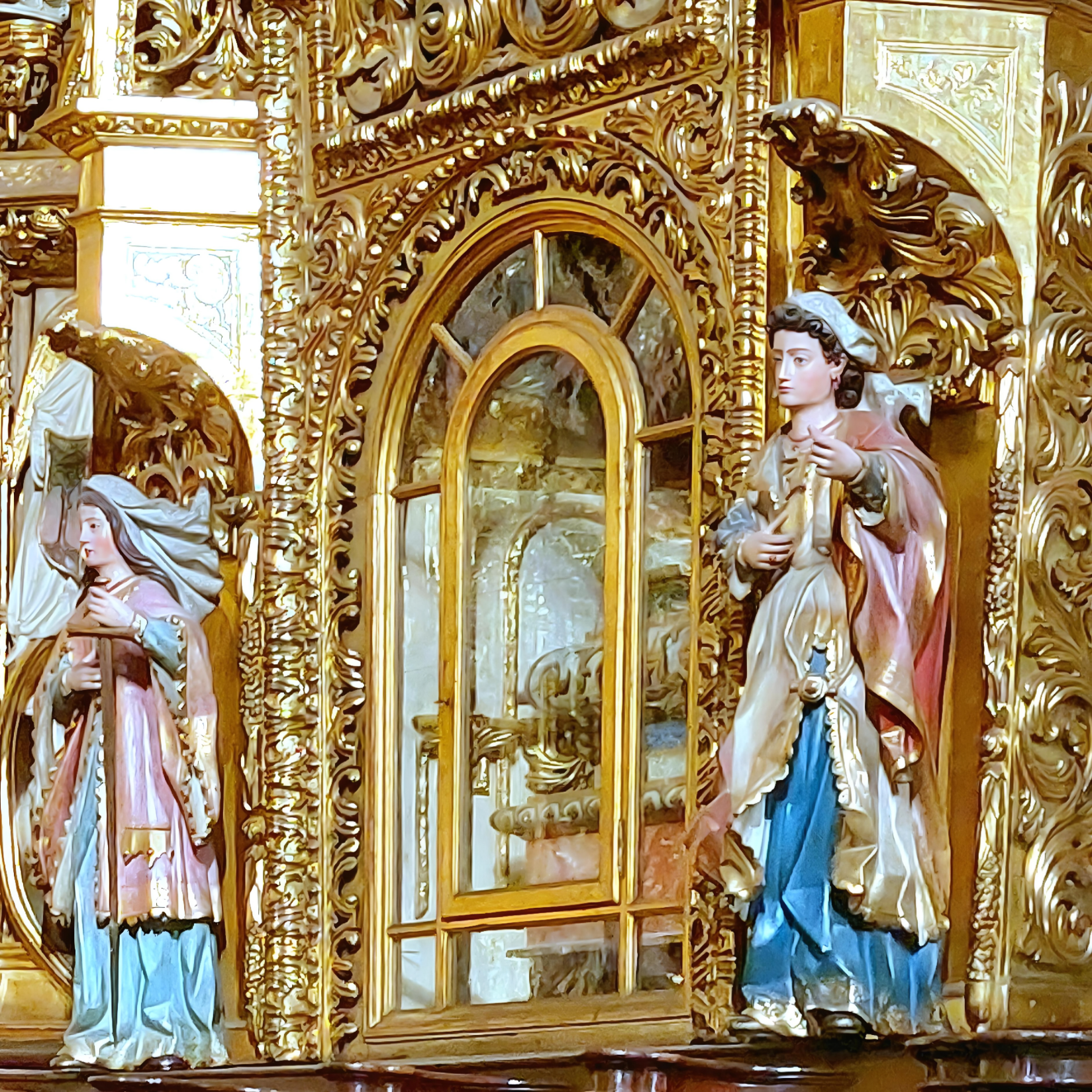
Transparente de la sección de la capilla mayor.

Para fechar el retablo resultan de vital importancia las cuentas de la fábrica de la catedral de comienzos del siglo xviii; las mismas fueron referenciadas en 1932 por José Couselo Bouzas con el fin de dejar patente la producción de Francisco de Castro Canseco en la seo orensana: «En las cuentas de Fábrica de la catedral de 1716 se consignan 7236 reales para cuenta de los dos retablos de la capilla mayor dedicados a los Santos Mártires; y en las de 1717-18, 4774, resto de los 12 000 en que fueron ajustados los retablos de San Facundo y Primitivo. En las de 1718-19 hay una data de 1300 reales por la hechura del altar de la Resurrección; y en la misma fecha aparece hecho el de Santa Eufemia».: 260  El retablo de Santa Eufemia forma pareja con otro retablo dedicado a los santos Facundo y Primitivo, el cual se halla en la cara norte del deambulatorio, ubicándose el de Santa Eufemia en el lado opuesto, directamente frente a la Capilla de San Antonio. Inicialmente se podría pensar que cuando Couselo menciona los dos retablos «dedicados a los Santos Mártires» se está refiriendo a estos dos; no obstante, Couselo indicó que los retablos estaban en la capilla mayor, de modo que las estructuras a las que estaría haciendo alusión serían realmente los dos retablos de idéntica advocación presentes a los lados del retablo mayor, unidos a los retablos ubicados en el deambulatorio a través de los muros de dicha capilla, donde en una oquedad se hallan sendas urnas con las reliquias de los tres mártires, tratándose tanto el retablo de los santos Facundo y Primitivo como el de Santa Eufemia en realidad de retablos relicario con dos partes visibles, una desde la capilla mayor y otra desde el deambulatorio. Sin embargo, el hecho de que Couselo hiciese referencia a los dos retablos de la capilla mayor como «dedicados a los Santos Mártires» sugiere también la posibilidad de que estuviese aludiendo solo al retablo de los santos Facundo y Primitivo, tanto a la sección de la capilla mayor como a la del deambulatorio, puesto que la suma de 7236 reales y 4774 reales da como resultado 12 010 reales, cifra que salvo por 10 reales se corresponde con la suma que, según Couselo, costaron «los retablos de San Facundo y Primitivo», lo que a su vez implicaría atribuir ambas estructuras a Canseco. No obstante, en 1972 Concepción Caramés González desmentiría las afirmaciones de Couselo al declarar que esos 12 000 reales (200 doblones de a dos escudos) correspondían exclusivamente a las secciones de la capilla mayor;: 175  este conflicto de opiniones plantea la incógnita de cuánto se pagó por las secciones del deambulatorio y al mismo tiempo genera la duda de quién pudo ser su autor, pues hay constancia de que las secciones de la capilla mayor fueron contratadas el 7 de octubre de 1716 entre Canseco y Andrés Arias de Canaval, abad de la Iglesia de Santa María de Hermisende,: 89 : 464  mientras que de las secciones del deambulatorio no se conserva la escritura contractual, aunque las afirmaciones de Couselo dejan entrever que las mismas podrían haber sido facturadas también por Canseco.
Durante gran parte del siglo xx la escasez de estudios al respecto y la ambigüedad de la información disponible generó cierta confusión;: 132  lo único que se sabía era que en los libros de fábrica, según Couselo, se indicaba el año 1716 como la data del pago a cuenta de 7236 reales en concepto de los dos retablos de la capilla mayor seguido de un pago de 4774 reales en el que Couselo daba a entender que estos retablos se correspondían únicamente con los de los santos Facundo y Primitivo, datos que más tarde entrarían en conflicto con la afirmación de Caramés de que estas dos cantidades correspondían exclusivamente a las secciones de la capilla mayor. Para más confusión, Couselo declaró que en las cuentas de 1718-1719 se indicaba que el retablo de santa Eufemia ya estaba terminado, si bien no especificó si se trataba de la sección de la capilla mayor, de la del deambulatorio o de ambas, aunque el hecho de mencionar esta obra de forma separada al retablo de los santos Facundo y Primitivo evidencia todavía más que Couselo atribuía ambos pagos a las dos secciones de esta última pieza. Sánchez Arteaga defendió que la sección del retablo de Santa Eufemia que da al deambulatorio fue ejecutada en 1718, aunque cometió el error de calificarla como de estilo churrigueresco cuando la misma hace gala de un marcado rococó,: 121  optando algunos estudiosos actuales por encuadrar su factura en una fecha indeterminada del siglo xviii,: 42  si bien en 1992 José Hervella Vázquez situó su hechura con seguridad en 1720,: 89  opción más apropiada puesto que fue en ese año cuando se instaló la urna con las reliquias de la santa. Las dudas sobre la fecha y la autoría quedarían despejadas en 1993 gracias a Hervella, Ramón Yzquierdo Perrín y Miguel Ángel González García, quienes valiéndose de las cuentas de los años 1670-1721 declararon que las secciones del deambulatorio habían sido facturadas en 1720 por el maestro escultor y vecino de Orense José González, miembro del taller de Canseco. Cabe destacar además que la obra de ambas piezas fue acometida por expreso deseo del cabildo, quien, profundamente disgustado con los dos huecos a modo de retablo que se labraron tras la desaparición de los ábsides colaterales que en su momento acogieron las capillas dedicadas a los tres mártires, deseaba cubrir estos espacios al tiempo que embellecer el deambulatorio y permitir el culto y veneración de las reliquias mediante la comunicación de estos retablos con los colaterales de la capilla mayor.: 136, 197 
En lo que atañe al dorado y policromado, en principio se podría suponer que esta labor fue acometida por el pintor santiagués Pedro Fernández de Carballal, artífice del dorado y policromado de las secciones de la capilla mayor (incluyendo imágenes de bulto y relieves, todo ello dorado y estofado con colores finos) en virtud del contrato firmado en 1718 con el canónigo de la catedral Antonio de Amoeiro y Sotelo,: 464  siendo autor a su vez del dorado y policromado de al menos otros dos retablos facturados por Canseco para la seo: el retablo de San Miguel y el retablo de la Resurrección. Sin embargo, gracias al cabildo del 30 de agosto de 1720 se sabe que la autoría de la pintura corresponde a Juan Baptista:

Leyose memorial de Juan Baptista pintor de los retablos de fuera de Santa Eufemia, San Facundo y Primitivo en que representa se le añadió y mucho a la obra sobre lo ajustado por lo que pide se le dé satisfacción, y se acordó que los señores Deán, Cornejo, y Amoeiro hagan computo de lo que se le debe por lo que se le añadió a la obra y ajusten con él la forma que llevan entendido.: 301 

Por su parte, en el cabildo del 31 de agosto figura la cuantía que el pintor percibió por su trabajo:

Acordose habiendo oído a los señores nombrados para ver la obra de Juan Baptista que se le diesen 1200 reales por lo añadido a la obra y que se compartan los 2200 reales que faltan para satisfacer la obra principal y añadida entre los deudores a la fábrica.: 301 

No obstante, en lo que respecta al frontal del altar, tanto el del retablo de Santa Eufemia como el del retablo de los santos Facundo y Primitivo fueron pintados por José Carabacos en 1722 tal y como consta en el folio 452 del correspondiente libro de fábrica, pagándose por este trabajo la cifra de 480 reales.: 225 

## Descripción

### Retablo

#### Sección del deambulatorio

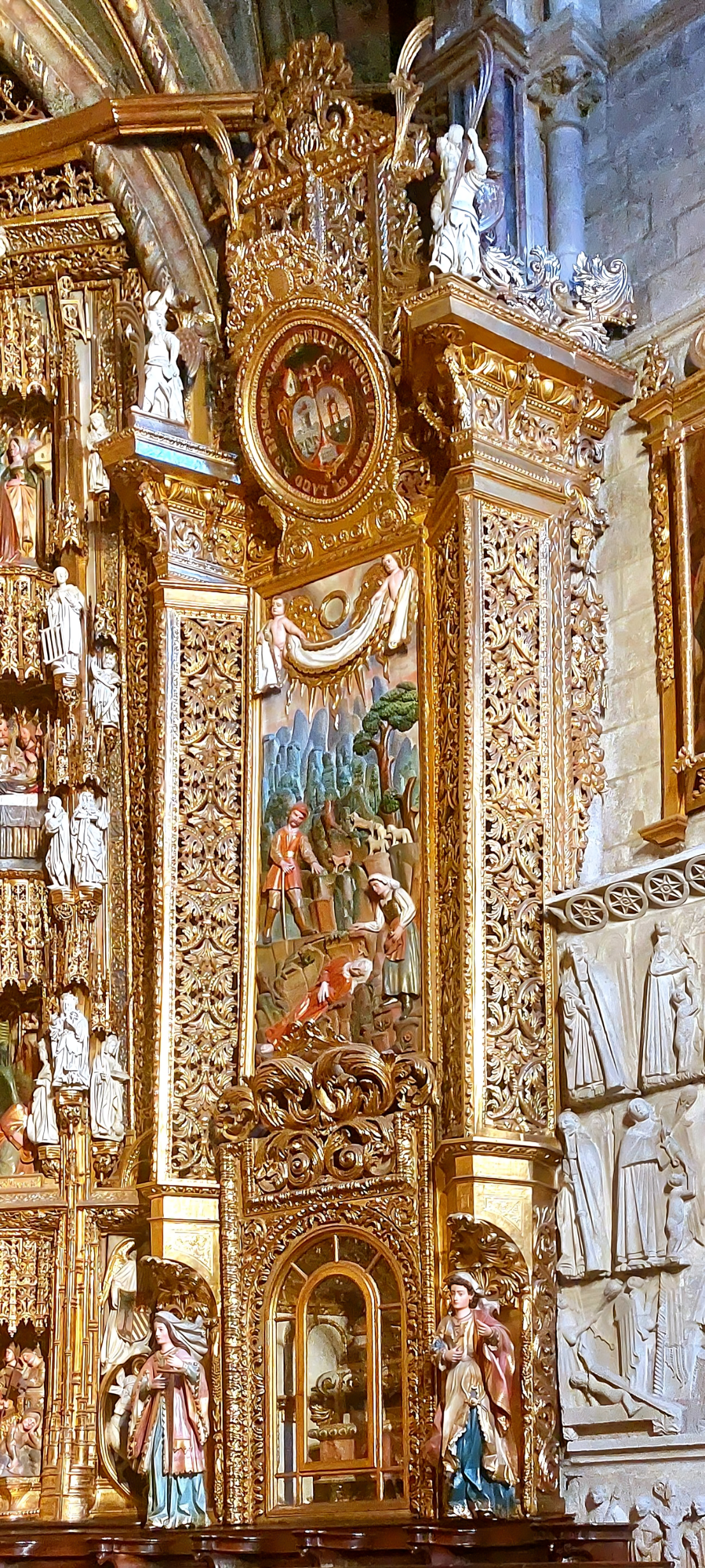
Sección de la capilla mayor.

La sección del retablo que da al deambulatorio, de estilo puramente rococó, se compone de un cuerpo con una sola calle, altar y ático. El cuerpo se halla enmarcado por dos pares de columnas abombadas a cada lado sustentadas sobre basas: las exteriores son de mayor tamaño y poseen decoración vegetal además de un anillo en el tercio inferior, mientras que las interiores, idénticas a las exteriores salvo por las dimensiones, se apoyan en netos decorados en el frontal con ménsulas en las que destacan pequeñas coronas de flores. Estas columnas, coronadas por capiteles corintios con cimacios redondos y filetes, flanquean una hornacina de gran tamaño y medio punto. El nicho presenta una considerable profundidad y el mismo posee otro arco de medio punto en la sección inferior el cual sirve de marco para una placa ilustrativa del martirio de Santa Eufemia, destacando en las paredes laterales del nicho otras dos placas de idéntica temática; este marco, de recargada ornamentación, cuenta a ambos lados con pequeñas pilastras las cuales sustentan el arco de medio punto, sobre el que se erige un sencillo entablamento del que parte otro arco de medio punto acristalado que sirve como transparente de las reliquias de la santa,: 45  ubicadas en una urna situada en una oquedad del muro de la capilla mayor, en cuyo extremo opuesto se halla la otra cara del retablo. Frente al cristal se encuentra una imagen de bulto redondo de Santa Eufemia enmarcada por un elaborado cortinaje el cual se abre a ambos lados gracias a dos putti, recurso empleado también en el primer cuerpo del retablo de San Juan de la seo orensana (obra de Benito Rodríguez Muxica) y en el ático del retablo de San Andrés de la Catedral de Tuy (obra de Francisco Fontenla de Villavieja).: 191  Sobre la hornacina del cuerpo se erige una muy elaborada decoración la cual parte de los pilares interiores; esta hace gala de las formas en S tan típicas del rococó, destacando en el centro un bello motivo de rocalla rematado en la parte inferior con una concha de vieira. Sobre esta estructura se ubica una cornisa de formas rectas con los extremos en un saliente muy pronunciado que se apoya en las columnas exteriores, todo lo cual sirve de base al entablamento, decorado con relieve de rocalla y coronado por un monumental ornamento también de rocalla flanqueado a ambos lados por medallones de los cuales parten pequeñas columnas rectangulares rematadas con urnas flamígeras, mientras que en el centro se alza otro pilar rectangular de dos cuerpos coronado igualmente por una urna flamígera. En lo que respecta al altar, este posee una elaborada ornamentación a base de rocalla y cuenta a ambos lados con grandes netos que sirven de punto de apoyo a los pilares exteriores.

#### Sección de la capilla mayor
En lo tocante a la otra cara del retablo, alejada de la estética habitual de Canseco debido a que el escultor tuvo que ceñirse a una traza ajena (carece de columnas salomónicas y follaje, rasgos típicos del artista leonés),: 175  esta cuenta con una altura superior con el fin de ajustarse a las dimensiones del retablo mayor. Esta parte de la estructura, concebida según José Manuel García Iglesias a modo de «horror vacui»,: 256  posee dos cuerpos y exhibe un marcado barroco churrigueresco el cual combina a la perfección con el estilo gótico del retablo mayor, facturado por Cornielles de Holanda entre 1516 y 1520. La sección inferior muestra un nicho acristalado que, al igual que el del otro extremo, funge de transparente para las reliquias de la santa, si bien en esta ocasión no hay ninguna talla frente al vidrio que impida la visión de la urna ya que las dos imágenes que la decoran se hallan a los lados, siendo estas tallas Santa Eufemia y Santa Marina, ambas de bulto redondo y vestidas acorde a la moda del siglo xviii, obra del taller de Canseco dada su tosquedad.: 464  Sobre ellas un rico coronamiento de rocalla da paso al segundo cuerpo, compuesto por un monumental relieve en el que se representa el descubrimiento del cuerpo de la santa, hallándose el conjunto rematado por un medallón pintado en 1858 por Manuel Antonio Vales en el que se exhiben las armas del obispo Dámaso Egidio Iglesias Lago; esta obra fue financiada con parte de los 8000 duros destinados por el obispo para el reemplazo del retablo mayor, pieza que finalmente no llegaría a ser sustituida.: 32–36 : 197 

### Placas

#### Hagiografía
El elemento más destacado del conjunto son las tres placas ubicadas en la zona inferior de la sección correspondiente al deambulatorio; en ellas se representa el martirio y la traslación de las reliquias de Santa Eufemia, cuya hagiografía figura en la Historia de Don Servando. De acuerdo con un resumen de Hervella Vázquez:

Eumelia o Eufemia, hija del Cónsul gallego Catilio Severo, que había sido pretor de la ciudad romana de Brácara Augusta, nació en Bayona, cerca de Tuy y padeció martirio en el obispado de Orense, en la ciudad de Calcedonia, en las sierras del Xerés en la Raya de Portugal, siendo enterrada en el lugar de Campino. Pasado el tiempo, una pastora que guardaba allí su ganado, vio entre unas peñas una mano con un anillo de oro. Al quitarle el anillo, quedó muda, pero advertido el padre de lo acontecido a su hija, al restituir el anillo a la mano, la pastora recobra el habla, a la vez que se escucha una voz misteriosa que manifiesta que aquel es el cuerpo de Santa Eufemia y que se lleve a la cercana iglesia de Santa Marina.

Muchos intentaron sacar el cuerpo de la Santa de esta Iglesia, hasta que el Obispo Don Pedro Seguín lo trasladó a la Catedral de Orense en el año de MCLIII, no sin oposición por parte del Arzobispo de Braga, que reclamaba el cuerpo de la mártir para su diócesis por considerar que el lugar estaba en territorio portugués.

El conflicto se resuelve al colocar el cuerpo en un carro tirado por bueyes que inició la marcha y no paró hasta un lugar llamado Sejalvo, cercano a la ciudad de Orense. Allí fue recogido por el Obispo Seguín que acompañado de canónigos y presbíteros lo trasladó a la Catedral de San Martín, construyéndose un humilladero en el lugar de la parada de los bueyes en Sejalvo, con su correspondiente cruz de piedra e inscripción efusiva para su recuerdo.: 80–81 

#### Historia
Las tres placas hoy emplazadas en el retablo constituyen copias de las originales, realizadas hacia 1500 en plata cincelada y conservadas en el Museo Catedralicio. Estas placas estuvieron ubicadas en origen en el arca o sepulcro de la santa y fueron mencionadas por Ambrosio de Morales con motivo de su visita a la catedral en 1575; Morales relató que las mismas fueron robadas en tiempos de revueltas, aunque es posible que en realidad no llegase a verlas debido a que en caso contrario hubiese dudado de la autenticidad de las reliquias ya que la representación mostrada en una de ellas exhibe un episodio correspondiente a Santa Eufemia de Calcedonia:: 83 

En esta Iglesia de Orense tienen el Cuerpo de S. Eufemia Virgen y Martir en la Capilla de su nombre, colateral de la mayor al lado de la epístola en arco muy alto con buena reja dorada, y dentro Arca de madera cubierta por delante con planchas de latón en que está tallado su Martirio, y su invencion, como también está pintada en el retablo del Altar, y las planchas de la cubierta del Arca de plata fueron al principio, mas en tiempo de revueltas las robaron.: 12 

Fueron también referenciadas por el obispo Marcelino Siuri en un escrito fechado el 4 de octubre de 1717:: 83 

[…] pasamos a la Urna en que sse alla guardado dicho Santo cuerpo, y haviendola allado en un arco al lado de la puerta de la Capilla maior de dha nuestra Sta Yglessia por el lado de la Epístola frente a purta de la Sachristia; reconocimos estar en un Sepulcro de piedra grande con su cubierta o lápida encima del mismo cerrado y sellado con argamasa. Y dicho sepulcro de piedra guarnecido alrededor con tablas de madera y en el frente fixada una lamina de plata tan larga como el sepulcro y de alto tanto como el hueco deel, con el sepulcro de dha Santa y otros passos de su martirio […].: 83 

Las placas volverían a ser mencionadas, con motivo de su retirada del sepulcro, en el folio 388 del libro de cuentas de la fábrica de la catedral correspondiente al año 1719, donde constan «siete reales y medio al platero para arrancar el martirio de Santa Eufemia».: 83 

#### Descripción
En lo que atañe a su descripción, la placa situada a la izquierda muestra el descubrimiento del cuerpo por la pastora y la escena del anillo, representando la de la derecha la última parte del martirio, cuando la santa está a punto de ser atravesada por una espada. Respecto a la placa central, en la misma figura una rueda, atributo tradicional de Santa Eufemia de Calcedonia, lo que ha llevado a diversos autores a considerar dicha representación como alusiva a la hagiografía de esta última, cuya vida se entremezcla en ocasiones con la de la mártir orensana. Este error hagiográfico se repite a su vez en la cruz procesional de plata propiedad de la antigua Cofradía de Santa Eufemia y facturada por el platero orensano Francisco Vázquez, hoy conservada en la Iglesia de Santo Domingo.: 82  Por su parte, el ataúd mostrado en la placa de la izquierda recuerda por su forma a un capelardente, estructura de madera a modo de baldaquino de planta rectangular alargada soportada por pilares y con cubierta a dos aguas que, a modo de pira funeraria, se levantaba para celebrar las exequias de algún príncipe o personaje importante.: 89 
Cabe destacar una detallada descripción de estas tres placas realizada por el cronista Benito Fernández Alonso en 1897:

En el altar que dá frente a la sacristía mayor de la Catedral, hay tres artísticos y hermosos cuadros de relieve en plata, destinados a perpetuar la tradición del martirio y aparición del cuerpo de Santa Eufemia. […]

En el primero de los excelentes cuadros puesto de frente en el retablo, aparece en primer término el juez, sentado, empuñando el cetro de autoridad; a su lado y en pie, un personaje, conferencia con él y ambos parece que tienen fija su atención en la rueda del tormento que sostiene a la pobre mártir. Los demás personajes que se destacan del fondo, se ocupan en presenciar el acto como gozándose en el tremendo suplicio. Allá en lo alto, rodeado de una nube, sin duda para infundir alientos a la inocente víctima, se divisa un ángel que el cielo envía.

En el cuadro de la derecha parece que habiéndose agotado ya los restos de ferocidad sin alcanzar la apostatía, uno de los sayones, desnudo el acero, traspasa el costado de la víctima. Y en el cuadro de la izquierda, se destaca, montada sobre cuatro esbeltas columnas, la urna que contiene las cenizas de la Santa; a los extremos, ocupan su puesto enfrente del sarcófago, la pastorcilla y su padre, que llegando al pie de la milagrosa aparición, contemplan sobrecogidos la mano de donde la afortunada novel pastora arrebató aquel tentador anillo; en el fondo sobresalen pastando entre las matas de espino varias cabras; y hay pinos y otros árboles.

Estos tres cuadros apreciabilísimos por su antigüedad, están ejecutados de tal suerte que sus figuras al natural expresan a maravilla cuanto el autor se propuso, y admiran por sus detalles como por las líneas suaves del contorno. Por entre las figuras de cada uno de los cuadros, sirviendo de fondo al repujado, descúbrense los adornos que el artista diseñó en aquellas láminas de plata laboreada.: 240–242 